# Domachowo (Grande-Pologne)
Pour les articles homonymes, voir Domachowo.
Domachowo (prononciation : [dɔmaˈxɔvɔ]) est un village polonais de la gmina de Krobia dans le powiat de Gostyń de la voïvodie de Grande-Pologne dans le centre-ouest de la Pologne.
Il se situe à environ 6 kilomètres au nord-est de Krobia (siège de la gmina), à 8 kilomètres au sud de Gostyń (siège du powiat) et à 66 kilomètres au sud de Poznań (capitale régionale).
Le village possédait une population de 461 habitants en 2011.

## Histoire
De 1975 à 1998, le village faisait partie du territoire de la voïvodie de Leszno.

Depuis 1999, Domachowo est situé dans la voïvodie de Grande-Pologne.